# Betty Irabor
Betty Irabor est une chroniqueuse, philanthrope, écrivaine et éditrice nigériane née le 25 mars 1957. 

## Biographie
Diplômée d'une licence en anglais et philosophie en 1980 à l'Université de Lagos, Betty Irabor commence, par hasard, une carrière de journaliste auprès de Dele Giwa (en), le fondateur de l'hebdomadaire nigérian Newswatch et devient responsable d'une chronique puis rédactrice assistante. Elle travaille ensuite comme pigiste pour The Guardian et This Day. 
En 2003, elle fonde le magazine de luxe Genevieve Magazine, qui est décrit dans l'émission The Conversation de la BBC comme « le magazine d'inspiration et de style de vie le plus important du Nigéria ». Betty Irabor en est la rédactrice en chef et la directrice générale. Dix numéros sont publiés chaque année. Le site Web du magazine se concentre sur l'actualité des célébrités.
En 2018, elle publie ses mémoires, Dust to Dew, où elle raconte sa lutte contre la dépression. Elle est mariée et a deux enfants. Sa fille Sonia Irabor a également participé au magazine Genevieve, à l'âge de 14 ans, en rédigeant une chronique consacrée aux adolescents.
Elle est par ailleurs philanthrope et conférencière, elle fait la promotion de la sensibilisation contre le cancer du sein grâce à son organisation à but non lucratif connu sous le nom de Genevieve PinkBall Foundation. En février 2019, Betty Irabor lance le réseau My Beautiful Mind qui cherche à démystifier la maladie mentale et à combattre sa stigmatisation au Nigéria, comme à l'étranger.